# 太平桥 (鹿儿岛县)
太平桥（日语：／）是日本鹿儿岛縣薩摩川內市的一座公路桥梁，承载日本3號國道跨越川内川，当前桥梁为第六代太平桥，1979年11月建成。

## 历史
- 1874年11月2日 - 第一代太平橋开始建设
- 1875年1月12日 - 第一代太平橋竣工
- 1877年 -  第一代太平橋在西南戰爭中烧毁[3]
- 1889年 - 第三代太平橋竣工
- 1900年10月 - 第4代太平橋竣工。
- 1951年8月 - 第5代太平橋竣工。
- 1979年11月 - 第6代太平橋竣工。